# 文森特·溫特萊斯卡
文森特·溫特萊斯卡全名文森特·保罗·杰拉德·温特莱斯卡（英語：Vincent Paul Gerard Ventresca，1966年4月29日—）是美國的一位演員。他最著名的作品包括在Syfy電視劇透明人中飾演Darien Fawkes角色。他還客串出演過NBC的老友記。